# Alois Musil

Alois Musil (1891)

Alois Musil (* 30. Juni 1868 in Rychtařov, Österreich-Ungarn; † 12. April 1944 in Otryby, Protektorat Böhmen und Mähren) war ein österreichisch-tschechischer Orientalist, Theologe, Kulturanthropologe und Geograph. Während des Ersten Weltkrieges wurde er zeitweilig zum Gegenspieler von T. E. Lawrence (Lawrence von Arabien).

## Leben

### Herkunft und Familie
Alois Musil wuchs als ältester Sohn einer armen mährischen Bauernfamilie auf dem Land auf. Er war ein Cousin zweiten Grades des Schriftstellers Robert Musil. Ihre Großväter Johannes und Matthias waren Brüder.

### Akademische Laufbahn
Dank eines Stipendiums des Erzbischofs von Olmütz konnte Musil ab 1887 an der dortigen Universität katholische Theologie studieren und seine Studien später im Nahen Osten fortsetzen. Nachdem er sich zunächst mit den religiösen Verhältnissen im Böhmen und Mähren des 17. und 18. Jahrhunderts beschäftigt hatte, konzentrierte er sich später auf grundlegende Fragen des Monotheismus in Judentum, Christentum und Islam. 1891 wurde er zum Priester geweiht und 1895 cum applauso zum Doktorgrad der Theologie promoviert. Im selben Jahr 1895 begann er das Studium der orientalischen Sprachen an der École biblique der französischen Dominikaner in Jerusalem. Von 1897 bis 1898 studierte er an der Jesuiten-Universität Beirut, 1899 in London, Cambridge und Berlin. Von 1902 bis 1909 war er Professor für alttestamentliche Bibelstudien an der Universität Olmütz und von 1909 bis 1920 Professor für biblische Hilfswissenschaften und Arabisch an der Universität Wien. Von 1920 bis 1938 war er Professor für Orientalistik an der Universität Prag, wo er das orientalische Institut begründete.

### Forschungsreisen
Musil unternahm nach 1895 eine Reihe ausgedehnter Forschungsreisen durch Arabien und das Heilige Land. Sein Kartenwerk Arabia Petraea von 1907 bildete eine erste, auf einer genauen Vermessung beruhende, wissenschaftliche Beschreibung des Gebietes östlich des Jordans. Es enthielt eine Bestandsaufnahme der nabatäischen Altertümer, unter anderem der Ruinen von Petra. Wichtig war auch die Entdeckung der Umayyaden- oder Wüstenschlösser östlich von Amman. Von großer Bedeutung war insbesondere das Schloss Qusair ʿAmra, weil die dortigen, damals noch gut erhaltenen Malereien zeigten, dass die frühe islamische Kunst keineswegs bilderlos gewesen war, sondern auch Menschen- und Tierdarstellungen kannte. Die hohe Genauigkeit der Karten in seinen Werken verdankte Musil dem Feldwebel Rudolf Thomasberger, einem Kartographen, der ihn auf vielen seiner Reisen begleitete. 1906 schrieb er auf Bitten des britischen Außenministers Edward Grey ein Gutachten zur Frage des Grenzverlaufs zwischen dem seit 1882 britisch besetzten Ägypten und dem Osmanischen Reich.
Die Forschungsreisen und die Publikationen Musils erschlossen einen bis dahin kaum bekannten Landstrich Ostjordaniens und Arabiens sowie die Lebensverhältnisse und Bräuche der dort lebenden arabischen Stämme. Bei ihnen genoss Musil großes Vertrauen. Als Scheich Musa Eben Nemsa ar-Ruejli wurde er in den Stamm der Rwala-Beduinen aufgenommen. Von 1898 bis 1935 war Musil, der Schriften in tschechischer, deutscher und arabischer Sprache veröffentlichte, als Professor an verschiedenen Hochschulen in Olmütz, Wien und Prag tätig.

### Beziehungen zum Haus Habsburg
Ab 1909 war Musil Professor für Biblische Hilfswissenschaften und arabische Sprachen an der Theologischen Fakultät der Universität Wien. In dieser Zeit entwickelte er eine enge Beziehung zum Haus Habsburg. 1912 unternahm er mit Prinz Sixtus von Bourbon-Parma, dem Bruder der Thronfolgergemahlin und späteren Kaisergattin Zita, eine gemeinsame Orientreise. Musil galt als „graue Eminenz“ am Hof und wurde zeitweilig mit Rasputin verglichen. Möglicherweise stand Musil auch im Hintergrund der Sixtus-Affäre von 1917, geheimen Sonderfriedensverhandlungen mit Frankreich.

### Rolle im Ersten Weltkrieg

Alois Musil (1909)

Während des Ersten Weltkrieges unternahm Musil im Auftrag des österreichischen Kaisers Franz Joseph I. in den Jahren 1914/15 und 1917 Reisen ins Osmanische Reich. Er sollte zwischen der Hohen Pforte in Konstantinopel, die mit Österreich-Ungarn und dem Deutschen Reich verbündet war, und den arabischen Fürsten vermitteln, die mit den Engländern sympathisierten. Es gelang ihm zumindest, die nordarabischen Stämme vom direkten Aufstand abzuhalten. Dadurch kamen die Bemühungen seines Gegenspielers auf britischer Seite, Thomas Edward Lawrence („Lawrence von Arabien“), erst zum Erfolg, als sie für den Kriegsausgang nicht mehr entscheidend waren.

### Karriere nach dem Krieg
Ursprünglich beabsichtigte Musil, nach dem Ersten Weltkrieg in Wien zu bleiben. Aufgrund seiner klaren Zuordnung zur tschechischen Kultur wurde ihm eine Fortführung des Dienstverhältnisses an der Universität durch die Republik Österreich nicht in Aussicht gestellt. Als dies korrigiert wurde, war Musil bereits in die Tschechoslowakei übersiedelt. Seine enge Verbindung zu den Habsburgern stand seiner weiteren wissenschaftlichen Karriere dort eher im Wege. Dennoch war Musil von 1920 bis 1935 Professor für orientalische Hilfswissenschaften und Arabisch an der Philosophischen Fakultät der Karls-Universität in Prag. Zwischen 1923 und 1928 reiste er mehrfach in die USA, um die Veröffentlichung seiner Werke in englischer Sprache voranzutreiben. Bis 1928 erschienen sechs Bände mit Musils Forschungsergebnissen in der Reihe Oriental Explorations and Studies der American Geographical Society. Musil blieb zeitlebens ein Beobachter der Verhältnisse im Vorderen Orient, reiste aber nicht mehr dorthin. Er publizierte immer wieder darüber und hielt dazu auch Vorlesungen am Prager Technologischen Institut. Als Priester und Theologe beteiligte er sich zudem immer wieder an bibelwissenschaftlichen Diskussionen. Während seiner Prager Jahre lebte Musil im Kloster der Barmherzigen Brüder. Nach seiner Emeritierung zog er sich 1938 auf ein Landgut im Dorf Otryby in Mittelböhmen zurück.

### Nachwirkung
Anders als sein Gegenpart Lawrence wurde Musil nach dem Ende des Ersten Weltkriegs nicht zur gefeierten Legende. Während des Kriegs war sein diplomatisches Wirken aufseiten des Osmanischen Reichs zwar nicht weniger erfolgreich, aber nach außen hin weniger spektakulär gewesen als der von Lawrence forcierte Arabische Aufstand. Zudem gehörten die Osmanen wie auch Musils Heimat Österreich-Ungarn am Ende zu den Verlierern. Vor allem aber eigneten sich Musils wissenschaftliche Forschungsberichte, anders als Lawrence' auch literarisch anspruchsvolle Schilderungen in „Die sieben Säulen der Weisheit“, nicht als Grundlage für eine Heldenlegende.

## Werke
- Kuseir 'Amra und andere Schlösser östlich von Moab, Wien 1902
- Sieben samaritanische Inschriften aus Damaskus, Wien 1904
- Od stvoření do potopy (Von der Schöpfung zur Sintflut), Prag 1905
- Auf den Spuren der Geschichte des Alten Testaments, 2 Bde., Olmütz 1906/07
- Kuseir 'Amra, 2 Bde., Wien 1907
- Arabia Petraea, 3 Bde. in 4 Tln., Wien 1907/08
- Ethnologischer Reisebericht, Wien 1908
- Im nördlichen Hegaz, Wien 1911
- Zur Zeitgeschichte Arabiens, Leipzig 1918
- Arabia Deserta: a Topographical Itinerary, New York 1927
- The Manners and Customs of the Rwala Bedouins, New York 1928
- In the Arabian Desert, arranged for publication by Katherine McGiffort, New York 1930
- Zahlreiche Aufsätze in der Bauernzeitung Venkov (seit 1923), darunter „E. T. Lawrence – Legende und Wahrheit“, 1935.
- Krest’anské Církve dnešního orienta (Die christlichen Kirchen des heutigen Orient), Olmütz 1939
- 1910 bis 1944 mehr als 1500 Aufsätze, Beiträge zu Sammelwerken u. Zeitungsartikel, von denen die wichtigsten gesammelt sind in: Dnešní Orient, 11 Bde., Prag 1934–1941.

## Film
- Musil von Arabien. Dokumentation, Österreich 1983, 60 min. Regie: Erich Feigl.
- Musil von Arabien – Im großen Spiel Spiel zwischen Archäologie und Politik. Dokumentation, Deutschland 2008, 26 min. Autoren: Enzio Edschmid und Wolfgang Würker. Produktion: PAOLO-Film und Enzio Edschmid Filmproduktion.